# 扎利希基 (布恰奇區)
48°59′22″N 25°26′39″E / 48.98944°N 25.44417°E
扎利希基（烏克蘭語：Заліщики）是位於烏克蘭西部特諾皮爾州喬爾特基夫區的村莊，距離波米爾齊1公里，面積1.55平方公里，2001年該城鎮人口473。